# Timon (diacre)
Pour les articles homonymes, voir Timon.
Timon est un saint chrétien fêté localement le 19 avril en Occident et le 30 décembre en Orient ou le 28 juillet avec quatre autres diacres. Il fait partie du groupe des sept, premiers diacres de l'histoire de l'Église, et des septante disciples choisis par Jésus-Christ.

## Histoire et tradition
On trouve le nom de Timon dans les Actes de Apôtres (6,5) :

« Cherchez parmi vous, frères, sept hommes de bonne réputation, remplis de lEsprit et de sagesse, et nous les préposerons à cet office... La proposition plut à toute l'assemblée, et l'on choisit Étienne, homme rempli de foi et de l'Esprit Saint, Philippe, Prochore, Nicanor, Timon, Parménas et Nicolas, prosélyte d'Antioche ».
Timon est donc parmi les sept, les premiers diacres, choisis par l'assemblée des disciples et institués par les Apôtres aux premiers temps du christianisme. 
Selon la tradition, il aurait enseigné à Bérée et serait mort martyr à Corinthe : les Juifs et les Grecs l'auraient jeté dans les flammes, sans qu'il en reçût la moindre atteinte ; il aurait enfin été attaché à une croix pour y achever son martyre.